# آلینا مولر
آلینا مولر (انگلیسی: Alina Müller؛ زادهٔ ۱۲ مارس ۱۹۹۸) بازیکن هاکی روی یخ اهل سوئیس است.